# Pike Road, Alabama
Pike Road là một thị trấn thuộc quận Montgomery, tiểu bang Alabama, Hoa Kỳ. Dân số năm 2009 là 3334 người, mật độ đạt 41 người/km².